# Битва при Честере
Битва при Честере (англ. Battle of Chester) — одна из битв во время англосаксонского завоевания Британии, состоявшаяся в 613 году.
В начале VII века Нортумбрия начала захват соседних бриттских королевств. Для отражения англосаксонской агрессии правители бриттов объединились.
В 616 году при Каэр Легионе столкнулись две большие армии. Со стороны бриттов наиболее известными участниками были Селив Боевой Змей и Диноган ап Кинан из Поуиса, Бледрик ап Герайнт из Думнонии, Киндруин Большой из Пенгверна, Ботан ап Мориен из Луиткойта, Кадвал Крисбан из Роса, Иаго ап Бели и Эдерн ап Бели из Гвинеда, Рин ап Идвал (троюродный брат короля Калхвинеда), Карадог ап Гвалог из Элмета, Гвайд ап Двиуг из Южного Регеда и многие другие. Со стороны англосаксов: король Нортумбрии Этельфрит и король Мерсии Керл. Англосаксы наголову разбили армию бриттов.
В результате битвы Уэльс был отрезан от Древнего Севера, Южный Регед перестал существовать, а его территория отошла к Нортумбрии. Со стороны бриттов погибло множество королей и их родственников. Среди выживших были, в том числе, Киндруин Большой, Бледрик ап Герайнт и некоторые другие.